# Кижи (остров)
Ки́жи — остров в северной части Онежского озера на территории Кижского зоологического заказника.
Известен размещённой на острове экспозицией музея-заповедника «Кижи», в том числе архитектурным ансамблем Кижского погоста.

## Этимология
Название «Кижи», по одной версии, происходит от вепсского слова kiz (kidz), что означает «мох (растущий на дне водоёмов)», который использовался при строительстве домов По другой версии, название восходит к другому вепсскому слову kiši в значении «игрище, место для игр, праздников» (когнат из финского языка — kisa «состязание, игры»).

## Общие сведения
На острове расположены деревни — Кижи, Васильево и Ямка, ныне входящие в состав Великогубского сельского поселения Медвежьегорского района (до 2004 года входили в состав Петрозаводского городского округа). Большая часть строений входит в состав экспозиции музея-заповедника, являясь памятниками архитектуры, многие из них перевезены для экспозиции из других заонежских деревень.
В конце XVIII века на острове располагалось несколько деревень — Бачурино, Бишево, Босарево, Васильево, Кяжево, Морозово, Наволок, Погост и Ямка, входивших в состав Кижской волости Петрозаводского уезда Олонецкой губернии.

## Географическое положение
Остров Кижи расположен в северной части Онежского озера в Кижских шхерах — системе островов, прилегающих к Заонежскому полуострову. Полуостров находится западнее острова Кижи, а юго-восточнее — остров Большой Клименецкий, восточнее Южный Олений остров. Севернее острова — Великая губа.

## Транспорт
В период навигации (май-сентябрь) с речного вокзала Петрозаводска на остров Кижи ходят скоростные суда на подводных крыльях — в будни 2—3 раза в день, в выходные чаще. Также остров регулярно посещают круизные теплоходы.
Зимой ежегодно по льду Онежского озера прокладывают зимник от деревни Ямка до Великой Губы (21 км) и Сибово (12 км).

## Памятные захоронения
Братская могила бойцов особой диверсионной группы НКВД, погибших при выполнении боевого задания в тылу финских войск в 1943 году.